# Global Fight League
Global Fight League (GFL, с англ. — «Глобальная Бойцовская Лига») — это будущая американская лига смешанных боевых искусств (ММА), запуск которой запланирован на апрель 2025 года. Основанная Дарреном Оуэном и Аруном Парими, лига провела свой первый драфт 24 января 2025 года, в ходе которого бойцы были распределены по городским командам. Ожидается, что ориентированная на бойцов бизнес-модель GFL будет включать в себя медицинское страхование и страхование от травм, структурированный пенсионный фонд и 50%-ную долю доходов от конкретных мероприятий с бойцами.

## Турниры
| Турнир                   | Дата        | Арена                           | Место проведения               |
| ------------------------ | ----------- | ------------------------------- | ------------------------------ |
| GFL 2: Фергюсон vs Дэнис | 25 мая 2025 | Shrine Auditorium and Expo Hall | Лос-Анджелес, Калифорния, США. |
| GFL 1: Фейбер vs Барао   | 24 мая 2025 | Shrine Auditorium and Expo Hall | Лос-Анджелес, Калифорния, США. |

## История
Global Fight League (GFL), первоначально анонсированная как World Fight League (WFL), стартует в апреле 2025 года. GFL была основана Дарреном Оуэном, исполняющим обязанности комиссара лиги, и Аруном Парими, главным операционным директором лиги, при поддержке Скотта Паркера, главного директора по маркетингу, и Джеффри Поллака, старшего советника GFL.
GFL проведет бои в десяти весовых категориях, которые отличаются от традиционных весовых категорий ММА : женский минимальный вес (110 фунтов), женский минимальный вес (120 фунтов), женский наилегчайший вес (130 фунтов), женский легчайший вес (140 фунтов), мужской легчайший вес (145 фунтов), полулегкий вес (155 фунтов), легкий вес (165 фунтов), полусредний вес (180 фунтов), средний вес (200 фунтов), полутяжелый вес (225 фунтов) и тяжелый вес (265 фунтов). [ 10 ] В GFL насчитывается 300 бойцов, из которых 120 спортсменов распределены по шести командам, состоящим из 20 бойцов, по два бойца в каждой из 10 весовых категорий. [ 10 ] Для боев GFL установлена система подсчета очков, где бойцы зарабатывают четыре очка за финиш, три за победу по решению, два за ничью, одно за проигрыш по решению и ноль за поражение через финиш. Очки добавляются к общему счету каждой команды.
11 декабря 2024 года было объявлено, что GFL подписала контракты с Тайроном Вудли, Фабрисиу Вердумом, Энтони Петтисом, Жуниором дос Сантосом, Люком Рокхолдом, Фрэнком Миром, Андреем Орловским, Ренан Барао и Бенсоном Хендерсоном — все они бывшие обладатели титула Ultimate Fighting Championship. Другие подписавшие контракт GFL: Марлон Мораес, Вандерлей Силва, Гегард Мусаси, Рафаэл Карвалью, Лэнс Палмер и Уилл Брукс были чемпионами в других крупных организациях, таких как Pride Fighting Championships, Bellator и Professional Fighters League.
4 февраля 2025 года GFL опубликовала расписание своего первого сезона с мероприятиями, которые пройдут в следующих местах и в следующие месяцы:
Апрель: Лос-Анджелес
Май: Нью-Йорк
Июнь: Лондон
Июль: Майами
Август: Дубай
Сентябрь: Сан-Паулу
Один город встретится с другим на мероприятии, и ожидается, что бойцы будут соревноваться три раза за шесть месяцев. Четыре из шести команд выйдут в плей-офф, и болельщики проголосуют за порядок боев.
20 марта 2025 года журналист Ариэль Хельвани сообщил, что инаугурационные мероприятия GFL переносятся с апреля на май, как сообщается, их проведение запланировано на 24 и 25 мая в Shrine Auditorium в Лос-Анджелесе.

## Команды и бойцы
Первый драфт GFL транслировался в прямом эфире 24 января 2025 года из города Финикс, Аризона. В первом сезоне лиги примут участие шесть команд, в состав которых входят:
Примечания: HW = Тяжёлый вес; LHW — Полутяжёлый вес; MW = Средний вес; WW = Полусредний вес; LW = Легкий вес; FW = Полулёгкий вес; BW = Легчайший вес; WBW = Легчайший вес среди женщин; WSW = Самый лёгкий вес среди женщин; WAW = Самый лёгкий вес среди женщин.
| Команда        | 1 | 2 | 3 | 4 | 5 | 6 |
| -------------- | --- | --- | --- | --- | --- | --- |
| Команда        | Соединённые Штаты Америки | Бразилия | Англия | Соединённые Штаты Америки | Объединённые Арабские Эмираты | Соединённые Штаты Америки |
| Город          | Майями | Сан-Паулу | Лондон | Нью-Йорк | Дубай | Лос-Анджелес |
| Менеджер       | Тиаго Алвес | Лиото Мачида | Люк Барнатт | TBD | Кейн Веласкес | Вандерлей Сильва |
| Главный тренер | Конан Сильвейра | Андре Педернейрас | Карл Принс | Рэй Лонго | Хавьер Мендес | Рафаэль Кордейро |
| Бойцы          | Жуниор Дус Сантус — HW Робелис Деспанье — HW Тиаго Сантос — LHW Фелипе Линс — LHW Йоэль Ромеро — MW Эктор Ломбард — MW Глейсон Тибау — WW Дилано Тейлор — WW Джереми Стивенс — LW Энтони Петтис — LW Чарльз Роса — FW Андре Харрисон — FW Марлон Мораис — BW Эрик Шелтон — BW Мария Агапова — WBW Кэт Зингано — WBW Пейдж Ванзант — WSW Ханна Голди — WSW Наташа Кузютина — WAW Кайла Крачо — WAW | Бруно Каппелоцца — HW Фабрисиу Вердум — HW Антонио Карлос Младший — LHW Маурусиу Руа — LHW Диего Лима — MW Алан Патрик — MW Алекс Оливейра — WW Карлос Петрузцелла — WW Патрики Питбуль— LW Лукас Мартинс — LW Хулио Арсе — FW Майке Линар — FW Рафаэл Асунсан — BW Ренан Баран — BW Алешандра Лара — WBW Паула Биттенкур — WBW Камила Рейносо - — WSW Вивиан Перейра — WSW Джойс Мара — WAW Памела Мара — WAW | Таннер Бозер — HW Стюарт Остин — HW Илир Латифи — LHW Александр Густафссон — LHW Мариуш Ксиазкевич — MW Гегард Мусаси — MW Норман Парк — WW Дэнни Робертс — WW Тим Уайлд — LW Бенсон Хендерсон — LW Майк Гранди — FW Брэтт Джонс — FW Джош Хилл — BW Кэмерон Элс — BW Пэнни Кианзад— WBW Джулиа Бадд — WBW Каролина Овцарз — WSW Йозефина Линдгрен Кнутссон — WSW Келли Стэддон — WAW Кьяра Пенко — WAW | Алексей Олейник — HW Алан Белчер — HW Овинс Сен-Прё — LHW Девин Кларк — LHW Крис Вайдман — MW Фил Хоуз — MW Диллон Дэнис — WW Нейман Грейси — WW Кевин Ли — LW Сидни Аутло — LW Кай Камака III — FW Лэнс Палмер — FW Звиад Лазишвили — BW Джимми Ривера — BW Лиана Джоджуа — WBW Холли Холм — WBW Майо Динг — WSW Мелисса Амайя — WSW Мариса Мессер-Беленчиа — WAW Би Нгуен — WAW | Али Исаев — HW Тодд Даффи — HW Ронни Маркс — LHW Омари Ахмедов — LHW Грант Нилл — MW Дерек Брансон — MW Абубакар Нурмагомедов — WW Тайрон Вудли — WW Тофик Мусаев — LW Дамир Исмагулов — LW Хумоюн Тухтамуродов — FW Адилет Нуматов - — FW Тимур Валиев — BW Фарбод Иран Нежад — BW Арлин Бленкоу — WBW Алекса Коннерс — WBW Рэнди Филд — WSW Фейн Мескита — WSW Жессика Алигар — WAW Анатасия Николакакос — WAW | Андрей Орловский — HW Фрэнк Мир — HW Рашад Эванс — LHW Да Вун Чжон — LHW Юрая Холл — MW Люк Рокхолд — MW Луис Глисманн — WW Лоренц Ларкие — WW Тони Фергюсон — LW Сэйдж Норткатт — LW Тайлер Даймонд — FW Чед Мендес — FW Юрайя Фейбер — BW Рей Борг — BW Лесли Смит — WBW Аспен Лэдд — WBW Синтия Кальвильо — WSW Илима-Лей Макфарлейн — WSW Жессика Пенн — WAW Копии Маккенна — WAW |
| Ref.           | [ 2 ] [ 3 ] | [ 2 ] [ 3 ] | [ 2 ] [ 3 ] | [ 2 ] [ 3 ] | [ 2 ] [ 3 ] | [ 2 ] [ 3 ] |